# Coppa Libertadores under 20 2012
La Copa Libertadores de América Under-20 2012 (ufficialmente Copa Movistar Libertadores de América 2012 per ragioni di sponsorizzazione) è la 2ª edizione della Coppa Libertadores Under-20, che si disputa a Lima, in Perù. Possono parteciparvi i giocatori nati dopo il 1º gennaio 1992.

## Stadi
Tutte le gare si giocano a Lima all'Estadio Monumental e all'Estadio Alejandro Villanueva
| Lima                         | Lima |
| ---------------------------- | ---- |
| Estadio Monumental           | Lima |
| Capienza: 80.093             | Lima |
|                              | Lima |
| Lima                         | Lima |
| Estadio Alejandro Villanueva | Lima |
| Capienza: 35.000             | Lima |
|                              | Lima |

## Squadre partecipanti
Oltre a tre squadre della nazione ospitante, partecipano nove squadre dai rimanenti Paesi del CONMEBOL e una squadra proveniente dal Messico e una dalla Spagna.
| Boca Juniors             | Seconda Coppa Libertadores Under-20 2011     |
| River Plate              | Invitata                                     |
| Blooming                 | Campione Torneo Clasificatorio Under-20 2012 |
| Corinthians              | Campione Copa São Paulo Under-18 2012        |
| América Mineiro          | Campione Campeonato Brasileiro Sub-20 2011   |
| Unión Española           | Campione National Under-18 2011              |
| Junior                   | Campion2011 Torneo Under-20 2011             |
| Independiente José Terán | Campione Serie A Under-18 2011               |
| América                  | Campio Torneo Clausura Under-20 2011         |
| Cerro Porteño            | Campione National Under-20 2011              |
| Universitario            | Campione Coppa Libertadores Under-20 2011    |
| Alianza Lima             | Campione Torneo de Promoción y Reserva 2011  |
| Sporting Cristal         | Campione Copa Federación Under-18 2011       |
| Defensor Sporting        | Campione U-19 2011                           |
| Real Esppor              | Campione Torneo Venezolano Under-20 2011     |
| Atletico Madrid          | Invitata                                     |

## Fase a gruppi

### Gruppo A
| Squadra        | Pt | G | V | N | P | GF | GS | DR |
| -------------- | -- | - | - | - | - | -- | -- | -- |
| Unión Española | 7  | 3 | 2 | 1 | 0 | 8  | 4  | +4 |
| Universitario  | 6  | 3 | 2 | 0 | 1 | 7  | 6  | +1 |
| América        | 4  | 3 | 1 | 1 | 1 | 6  | 4  | +2 |
| Real Esppor    | 0  | 3 | 0 | 0 | 3 | 1  | 8  | -7 |

| Arbitro: | Néstor Pittana |

|            |           |             |
| Bustos 39’ | Marcatori | 60’ Camacho |

| Arbitro: | Sandro Ricci |

|                       |           |  |
| López 2’ Bejarano 70’ | Marcatori |  |

| Arbitro: | Ulises Mereles |

|                         |           |                                               |
| Camino 60’ Arnillas 83’ | Marcatori | 37’ Gattas 51’, 77’ Bustos 68’ (aut.) Otárola |

| Arbitro: | Diego Lara |

|  |           |                            |
|  | Marcatori | 44’, 77’ Zúñiga 81’ Burgos |

| Arbitro: | José Jordán |

|             |           |                      |
| Jiménez 69’ | Marcatori | 18’, 25’, 39’ Gattas |

| Arbitro: | Ulises Mereles |

|                                 |           |                        |
| Tajima 16’ Rey 21’ Bejarano 77’ | Marcatori | 37’, 47’ (rig.) Zúñiga |

### Gruppo B
| Squadra                  | Pt | G | V | N | P | GF | GS | DR |
| ------------------------ | -- | - | - | - | - | -- | -- | -- |
| Defensor Sporting        | 7  | 3 | 2 | 1 | 0 | 6  | 1  | +5 |
| Alianza Lima             | 6  | 3 | 2 | 0 | 1 | 8  | 6  | +2 |
| Independiente José Terán | 3  | 3 | 1 | 0 | 2 | 3  | 4  | -1 |
| Blooming                 | 1  | 3 | 0 | 1 | 2 | 1  | 7  | -6 |

| Arbitro: | Henry Gambetta |

|  |           |          |
|  | Marcatori | 7’ Pírez |

| Arbitro: | Adrián Vélez |

|                                                        |           |  |
| Cuba 12’ Mesta 33’ Ponce 44’, 55’ (rig.) Cartagena 48’ | Marcatori |  |

| Lima 18 giugno 2012, ore 18:15 | Blooming          | 0 – 0 [http://df1.conmebol.com/libertadoresclubes/fichas/ficha147828.html referto] | Defensor Sporting | Estadio Alejandro Villanueva\| Arbitro: \| Miguel Santiváñez \| |
| Arbitro:                       | Miguel Santiváñez |                                                                                    |                   |                                                                 |

| Arbitro: | José Jordán |

|               |           |             |
| Cuba 58’, 86’ | Marcatori | 17’ Sornoza |

| Arbitro: | Miguel Santiváñez |

|           |           |                          |
| Pinto 61’ | Marcatori | 30’ Morales 47’ Asprilla |

| Arbitro: | Adrián Vélez |

|              |           |                                                               |
| Guerrero 63’ | Marcatori | 7’ Platero 14’, 79’ Gutiérrez 45’ De Arrascaeta 89’ Fernández |

### Gruppo C
| Squadra          | Pt | G | V | N | P | GF | GS | DR |
| ---------------- | -- | - | - | - | - | -- | -- | -- |
| Cerro Porteño    | 7  | 3 | 2 | 1 | 0 | 6  | 3  | +3 |
| América Mineiro  | 7  | 3 | 2 | 1 | 0 | 6  | 4  | +2 |
| Boca Juniors     | 3  | 3 | 1 | 0 | 2 | 6  | 5  | +1 |
| Sporting Cristal | 0  | 3 | 0 | 0 | 3 | 2  | 8  | -6 |

| Arbitro: | Daniel Fedorczuk |

|               |           |                                   |
| Adrianzén 51’ | Marcatori | 64’ Romero 88’ Serna 90+3’ García |

| Arbitro: | Marlon Escalante |

|                       |           |                                   |
| Guerra 24’ Suárez 49’ | Marcatori | 55’, 59’ (rig.) Patrick 40’ Silas |

| Arbitro: | Julio Bascuñán |

|            |           |             |
| Soares 77’ | Marcatori | 87’ Almirón |

| Arbitro: | Sandro Ricci |

|                                |           |  |
| Guerra 32’, 45+1’ Palacios 60’ | Marcatori |  |

| Arbitro: | Henry Gambetta |

|            |           |                        |
| Guerra 59’ | Marcatori | 67’ Godoy 69’ Balbuena |

| Arbitro: | Diego Lara |

|                       |           |               |
| Patrick 51’ Silas 66’ | Marcatori | 87’ Adrianzén |

### Gruppo D
| Squadra         | Pt | G | V | N | P | GF | GS | DR |
| --------------- | -- | - | - | - | - | -- | -- | -- |
| River Plate     | 7  | 3 | 2 | 1 | 0 | 8  | 2  | +6 |
| Corinthians     | 5  | 3 | 1 | 2 | 0 | 5  | 3  | +2 |
| Junior          | 3  | 3 | 1 | 0 | 2 | 4  | 9  | -5 |
| Atletico Madrid | 1  | 3 | 0 | 1 | 2 | 5  | 8  | -3 |

| Arbitro: | Henry Gambetta |

|             |           |                        |
| Kader 90+2’ | Marcatori | 61’ Cazares 89’ Solari |

| Arbitro: | Julio Bascuñán |

|                       |           |  |
| Michael 49’ Natal 73’ | Marcatori |  |

| Arbitro: | Néstor Pittana |

|                          |           |                                     |
| Rodinei 82’ Paulinho 83’ | Marcatori | 41’ (aut.) Yago 54’ (rig.) Domenech |

| Arbitro: | Daniel Fedorczuk |

|  |           |                                            |
|  | Marcatori | 34’, 83’ Cazares 79’ Denot 90’, 90+2’ Vila |

| Arbitro: | Julio Bascuñán |

|              |           |             |
| Paulinho 29’ | Marcatori | 89’ Aguirre |

| Arbitro: | Marlon Escalante |

|                                                         |           |                       |
| Orozco 6’ Escalante 49’ Serrano 57’ (aut.) Martínez 63’ | Marcatori | 29’ Kader 31’ Serrano |

## Fase ad eliminazione diretta

### Tabellone
|  | Quarti di finale  | Quarti di finale  |                   |             | Semifinali                | Semifinali                |  |  | Finale           | Finale |
|  |                   |                   |                   |             |                           |                           |  |  |                  |        |
|  | 25 giugno - Lima  |                   |                   |             |                           |                           |  |  |                  |        |
|  |                   |                   |                   |             |                           |                           |  |  |                  |        |
|  | Unión Española    | 1 (4)             |                   |             |                           |                           |  |  |                  |        |
|  | Unión Española    | 1 (4)             | 28 giugno - Lima  |             |                           |                           |  |  |                  |        |
|  | Alianza Lima      | 1 (2)             |                   |             |                           |                           |  |  |                  |        |
|  | Alianza Lima      | 1 (2)             | Unión Española    | 1 (1)       |                           |                           |  |  |                  |        |
|  | 25 giugno - Lima  |                   | Unión Española    | 1 (1)       |                           |                           |  |  |                  |        |
|  |                   | Defensor Sporting | 1 (3)             |             |                           |                           |  |  |                  |        |
|  | Universitario     | Defensor Sporting | 1 (3)             | 0 (2)       |                           |                           |  |  |                  |        |
|  | Universitario     |                   | 1º luglio - Lima  | 0 (2)       |                           |                           |  |  |                  |        |
|  | Defensor Sporting | 0 (4)             |                   |             |                           |                           |  |  |                  |        |
|  | Defensor Sporting | 0 (4)             | Defensor Sporting | 0           |                           |                           |  |  |                  |        |
|  | 26 giugno - Lima  |                   | Defensor Sporting | 0           |                           |                           |  |  |                  |        |
|  |                   | River Plate       | 1                 |             |                           |                           |  |  |                  |        |
|  | Cerro Porteño     | River Plate       | 1                 | 0 (1)       |                           |                           |  |  |                  |        |
|  | Cerro Porteño     | 28 giugno - Lima  |                   | 0 (1)       |                           |                           |  |  |                  |        |
|  | Corinthians       | 0 (4)             |                   |             |                           |                           |  |  |                  |        |
|  | Corinthians       | 0 (4)             | Corinthians       | 0           | Finale per il terzo posto | Finale per il terzo posto |  |  |                  |        |
|  | 26 giugno - Lima  |                   | Corinthians       | 0           | Finale per il terzo posto | Finale per il terzo posto |  |  |                  |        |
|  |                   | River Plate       | 2                 |             |                           |                           |  |  |                  |        |
|  | América Mineiro   | River Plate       | 2                 | 0 (5)       | Unión Española            | 1                         |  |  |                  |        |
|  | América Mineiro   |                   |                   | 0 (5)       | Unión Española            | 1                         |  |  |                  |        |
|  | River Plate       | 0 (6)             |                   | Corinthians | 2                         |                           |  |  |                  |        |
|  | River Plate       | 0 (6)             |                   |             | 2                         |                           |  |  |                  |        |
|  |                   |                   |                   |             |                           |                           |  |  | 1º luglio - Lima |        |
|  |                   |                   |                   |             |                           |                           |  |  |                  |        |

### Quarti
| Arbitro: | Daniel Fedorczuk |

|                                  |                      |                                |
| Bustos 73’                       | Marcatori            | 13’ Cartagena                  |
| Larenas Gattas Saavedra Donadell | Tiri di rigore 4 – 2 | Aparicio Guerrero Cuba Vidales |

| Arbitro: | Marlon Escalante |

|                                   |                      |                                     |
| Goyoneche Arnillas López Gonzáles | Tiri di rigore 2 – 4 | Malvino Zeballos Gutiérrez Foliados |

| Arbitro: | Adrián Vélez |

|                     |                      |                        |
| Serna García Romero | Tiri di rigore 1 – 4 | Denner Natal Nick Cris |

| Arbitro: | Ulises Mereles |

|                                                 |                      |                                                        |
| Patrick China Lemos Vitinho Anderson Bené Bruno | Tiri di rigore 2 – 3 | Servio Denot Martínes Kranevitter Cazares Garate Gómez |

### Semifinali
| Arbitro: | Ulises Mereles |

|                                  |                      |                            |
| Gattas 59’                       | Marcatori            | 45’ De Arrascaeta          |
| Larenas Gattas Saavedra Donadell | Tiri di rigore 1 – 3 | Malvino Zeballos Gutiérrez |

| Arbitro: | Diego Lara |

|  |           |                       |
|  | Marcatori | 21’ Cazares 34’ Gómez |

### Finale 3º/4º posto
| Arbitro: | Jose Jordan |

|            |           |                          |
| Gattas 31’ | Marcatori | 11’ Fernando 43’ Edilson |

### Finale
| Arbitro: | Henry Gambetta |

|  |           |            |
|  | Marcatori | 50’ Solari |

## Classifica marcatori
6 goal
- Rodrigo Gattas (Unión Española)

4 goal
- Martín Zúñiga (América)
- Gabriel Guerra (Boca Juniors)
- Juan Cazares (River Plate)
- Ramsés Bustos (Unión Española)

3 goal
- Rodrigo Cuba (Alianza Lima)
- Patrick (América Mineiro)

2 goal
- Junior Ponce (Alianza Lima)
- Wilder Cartagena (Alianza Lima)
- Elivelton Silas (América Mineiro)
- Abdelkader Oueslati (Atlético Madrid)
- Paulinho (Corinthians)
- Cristhian Gutiérrez (Defensor Sporting)
- Giorgian De Arrascaeta (Defensor Sporting)
- Augusto Solari (River Plate)
- Luis Vila (River Plate)
- Christian Adrianzén (Sporting Cristal)
- Diego Bejarano (Universitario)

1 goal
- Gino Guerrero (Alianza Lima)
- Miguel Mesta (Alianza Lima)
- Gil Cordero Burgos (América)
- Carlos Camacho (América)
- Soares (América Mineiro)
- Serrano (Atlético Madrid)
- Fernando Domenech (Atlético Madrid)
- Denis Pinto (Blooming)
- Mariano Suárez (Boca Juniors)
- Sebastián Palacios (Boca Juniors)

1 goal
- César Serna (Cerro Porteño)
- Diego Godoy (Cerro Porteño)
- Epifano García (Cerro Porteño)
- Jorge Balbuena (Cerro Porteño)
- Miguel Almirón (Cerro Porteño)
- Óscar David Romero (Cerro Porteño)
- Edilson (Corinthians)
- Fernando (Corinthians)
- Jean Natal (Corinthians)
- Michael (Corinthians)
- Rodinei (Corinthians)
- Jhon Pírez (Defensor Sporting)
- Federico Platero (Defensor Sporting)
- Gabriel Matías Fernández (Defensor Sporting)
- José Jiménez (Real Esppor)
- Gustavo Asprilla (Independiente José Terán)
- Junior Sornoza (Independiente José Terán)
- Wilson Morales (Independiente José Terán)
- Leiner Escalante (Junior)
- Norvey Orosco (Junior)
- Sergio Martínez (Junior)
- Daniel Denot (River Plate)
- Ezequiel Aguirre (River Plate)
- Nicolás Gómez (River Plate)
- José Arnillas (Universitario)
- Mauricio López (Universitario)
- Johan Rey (Universitario)
- Mario Tajima (Universitario)
- Rodrigo Camino (Universitario)

Autogol
- Yago (Corinthians) vs Atlético Madrid
- Franco Otárola (Universitario) vs Unión Española
- Abián Serrano (Atlético Madrid) vs Junior